# Brezje pri Šentjerneju
Brezje pri Šentjerneju este o localitate din comuna Šentjernej, Slovenia, cu o populație de 48 de locuitori.